# Mastododera
Mastododera is een kevergeslacht uit de familie van de boktorren (Cerambycidae). De wetenschappelijke naam werd gepubliceerd in 1857 door Thomson.

## Soorten
Mastododera omvat de volgende soorten:
- Mastododera fallaciosa Villiers, 1982
- Mastododera jansoni Waterhouse, 1882
- Mastododera lateralis (Guérin-Méneville, 1844)
- Mastododera monticola Villiers, 1982
- Mastododera nodicollis (Klug, 1833)
- Mastododera rufosericans Fairmaire, 1893
- Mastododera tibialis Fairmaire, 1894
- Mastododera transversalis Fairmaire, 1889
- Mastododera velutina Villiers, 1982
- Mastododera vicina Villiers, 1982
- Mastododera villiersi Vives, 2001